# 內普丘恩城 (新澤西州)
內普丘恩城（英語：Neptune City）是位於美國新澤西州蒙茅斯縣的自治市鎮。

## 人口
根據2020年美國人口普查的數據，內普丘恩城的面積為2.32平方千米，皆為陸地。當地共有人口4626人，而人口密度為每平方千米1,994人。